# Línea 208 (Santiago de Chile)
La Línea 208 de Red (anteriormente llamado Transantiago) une Huechuraba con Santiago Centro. Recorre las principales vías de conexión entre Huechuraba y Santiago Centro, siguiendo una ruta transversal de norte a sur por Avenida Recoleta y San Antonio. Forma parte de la Unidad de negocio 2, operada por Subus Chile.

## Historia
La línea 208 fue concebida como una de las principales rutas del plan original de Transantiago, al cruzar la ciudad de punta a punta. Su preponderancia aumenta al ser la línea que se sobrepone a la mayoría del trazado de la línea 2 del Metro de Santiago, la principal de la red del ferrocarril metropolitano. En febrero del 2008, comenzó a operar la variante corta 208c entre Huechuraba y el Metro Zapadores.
A partir del 8 de julio de 2017, el servicio 208 dejará de operar las 24 horas del día mientras que el servicio 203 operará en el horario nocturno

## Flota
El servicio 208 es operado principalmente con máquinas de 12 metros, con chasís Volvo B7R carrozados por Caio Induscar (Mondego L) y Marcopolo (Gran Viale), los cuales tienen capacidad de 90 personas. En ciertos horarios de mayor afluencia de público, se incorporan buses articulados de 18 metros con capacidad de 180 personas, cuyo chasis es Volvo B9Salf y son carrozados por Caio Induscar (Mondego LA) y Marcopolo (Gran Viale).

## Trazado

### 208 Huechuraba - Centro
| - Comuna de Huechuraba y Recoleta - Av. Recoleta - Comuna de Santiago - Av. Recoleta - San Antonio - Av. Libertador Bernardo O'Higgins - San Francisco - Padre Alonso de Ovalle | - Comuna de Santiago - Av. Santa Rosa - Enrique Mac-Iver - Av. Recoleta - Comuna de Recoleta y Huechuraba - Av. Recoleta |

## Puntos de Interés
- Municipalidad de Huechuraba
- Metro Zapadores
- Cementerio General Recoleta
- Municipalidad de Recoleta
- Mercado Central
- Metro Puente Cal y Canto
- Metro Santa Lucia